# Mount Gardner (Prince Charles Mountains)
Mount Gardner ist ein markanter und 1991 m hoher Berg im ostantarktischen Mac-Robertson-Land. Er ragt 49 km ostsüdöstlich des Mount Béchervaise im zentralen Teil der Porthos Range in den Prince Charles Mountains auf. An seinem östlichen Ende erheben sich zwei kleine Berggipfel, der westliche Abschnitt und seine Nordwand sind verschneit.
Die Südgruppe einer Mannschaft der Australian National Antarctic Research Expeditions unter der Leitung des australischen Bergsteigers William Gordon Bewsher (1924–2012) besuchte ihn im Dezember 1956. Das Antarctic Names Committee of Australia benannte ihn nach Lionel George Gardner (* 1924), Mechaniker für Dieselaggregate auf der nahegelegenen Davis-Station im Jahr 1958.